# Brunovskyita
La brunovskyita és un mineral de la classe dels silicats.

## Característiques
La brunovskyita és un sorosilicat de fórmula química NaZrSi₂O₆(OH). Va ser aprovada com a espècie vàlida per l'Associació Mineralògica Internacional en el mes de març de l'any 2025, i encara resta pendent de publicació. Cristal·litza en el sistema triclínic.
L'exemplar que va servir per a determinar l'espècie, el que es coneix com a material tipus, es troba conservat a les col·leccions del museu mineralògic de la Universitat Estatal de Sant Petersburg (Rússia), amb el número de catàleg: 19657.

## Formació i jaciments
Va ser descoberta al mont Takhtarvumtxorr, al Massís de Khibini (Província de Múrmansk, Rússia). Aquest indret és l'únic de tot el planeta on ha estat descrita aquesta espècie mineral.